# Gärdslösa kyrka
Gärdslösa kyrka är en kyrkobyggnad i Gärdslösa på Öland. Den är församlingskyrka i Gärdslösa, Långlöt och Runstens församling i Växjö stift. 
Kyrkan brukar ses som Ölands bäst bevarade medeltidskyrka och var länge något av Ölands kyrkliga centrum. Prinsessan Margaretha och John Ambler gifte sig i Gärdslösa kyrka den 30 juni 1964. Under sommarmånaderna är kyrkan ett mycket populärt turistmål.

## Kyrkobyggnaden
Kyrkan består av ett långhus, ett rakslutet kor av ungefär samma bredd i öster, två korsarmar som skjuter ut från långhusets västra del, sakristia vid korets norra sida samt ett torn i väster. Långhusets västparti och det något yngre tornet är från 1100-talet.
Kyrkan utvidgades vid mitten av 1200-talet med korsarmar med skulpterade portaler. Kryssvalven från omkring 1240 är slagna av den så kallade Gärdslösamästaren. Längre fram under 1200-talet byggdes ett nytt kor – med den originella trappgaveln – ett stycke öster om det gamla, vilket fick stå kvar tills långhuset under 1300-talets första hälft förlängdes och förenades med det nya koret. Något senare tillkom sakristian.
Förändringar som påverkat kyrkans yttre, som det nu ter sig, inskränker sig därefter i stort sett till upptagandet av rundbågiga fönsteröppningar och uppförandet av tornlanterninen 1845, fritt efter de uppgjorda ritningarna. Murarna är sedan 1957–1958 års renovering slammade och vitkalkade, med undantag för norra korsarmen, vars färgskiftande murverk är blottat.
Även interiören – med kalkmålningar från 1200-talet och senmedeltid på väggar och valv och skulpterade kolonnkapitäl och konsoler – är mycket välbevarad i sitt medeltida skick. Bland de eftermedeltida tillskotten interiört märks, vid sidan av inredning från 1600- och 1700-tal, korets kalkmålningar från 1642. Kyrkorummet domineras av den altaruppsats som, inspirerad av uppsatsen i Kalmar domkyrka, tillkom 1764–1766.

## Inventarier
- Runsten i vapenhuset med kristen inskrift
- Krucifix daterat till 1300-talet
- Madonna nordtyskt arbete från 1400-talet
- Altaret är från 1764, altaruppsatsen är gjord av Anders Georg Wadsten och Jonas Berggren 1764–1766. Centralmotiv: Kristus i Getsemane.
- Dopfunt från 1670
- Predikstolen är från 1666. Den är tillverkad eller åtminstone målad av Jörgen Bundi.
- Kalkmålningarna från 1498 är utförda av Magnus Ingelsson. Kalkmålningar från 1642 tillskrivs Peter Bundi.
- Votivskepp. Modell av Regalskeppet Nyckeln, daterat 1682.
- Bänkinredningen sattes in mellan 1923 och 1958.
- Läktaren är från 1884–1958.

## Bildgalleri

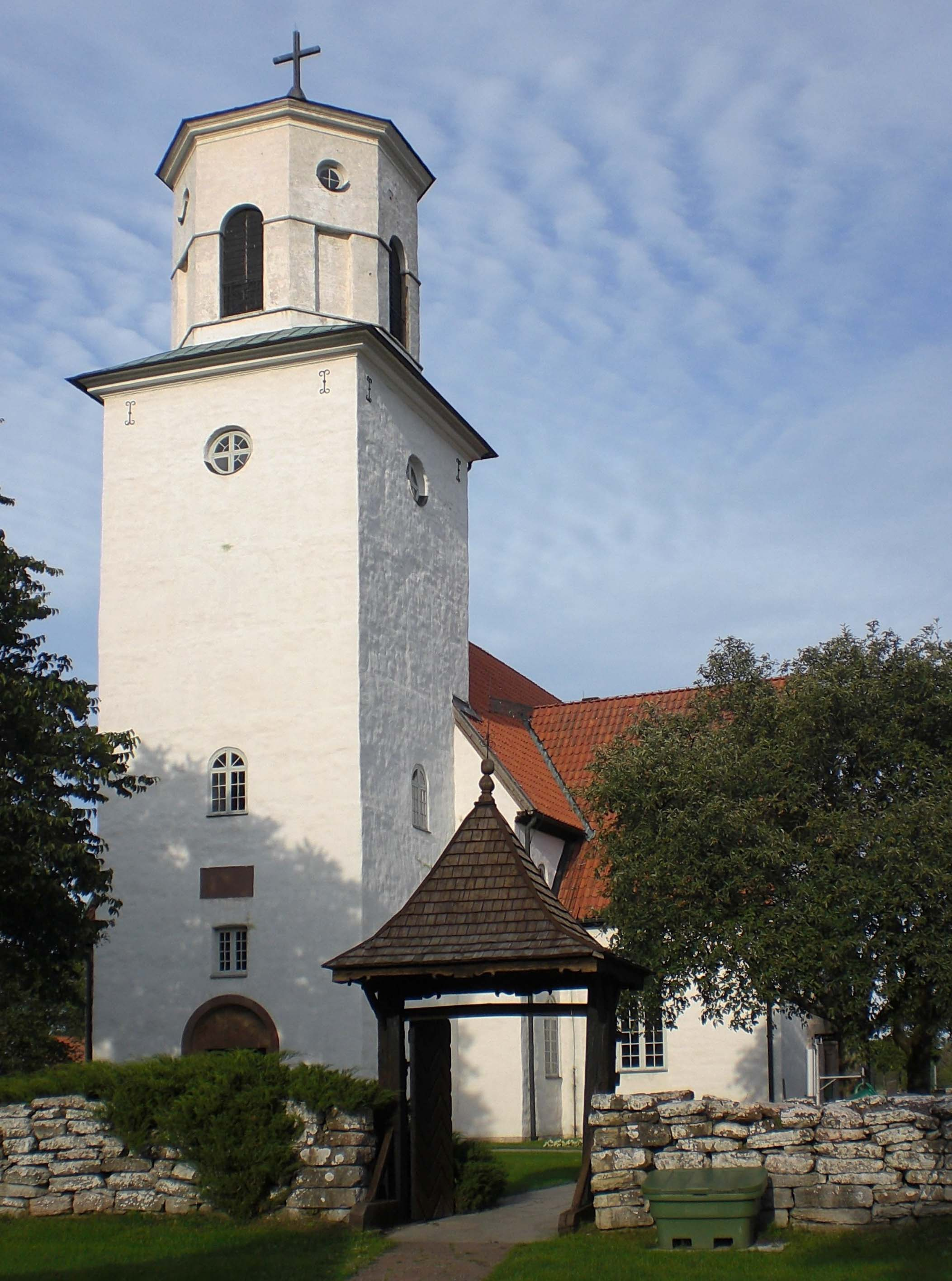
Kyrkan från sydväst.
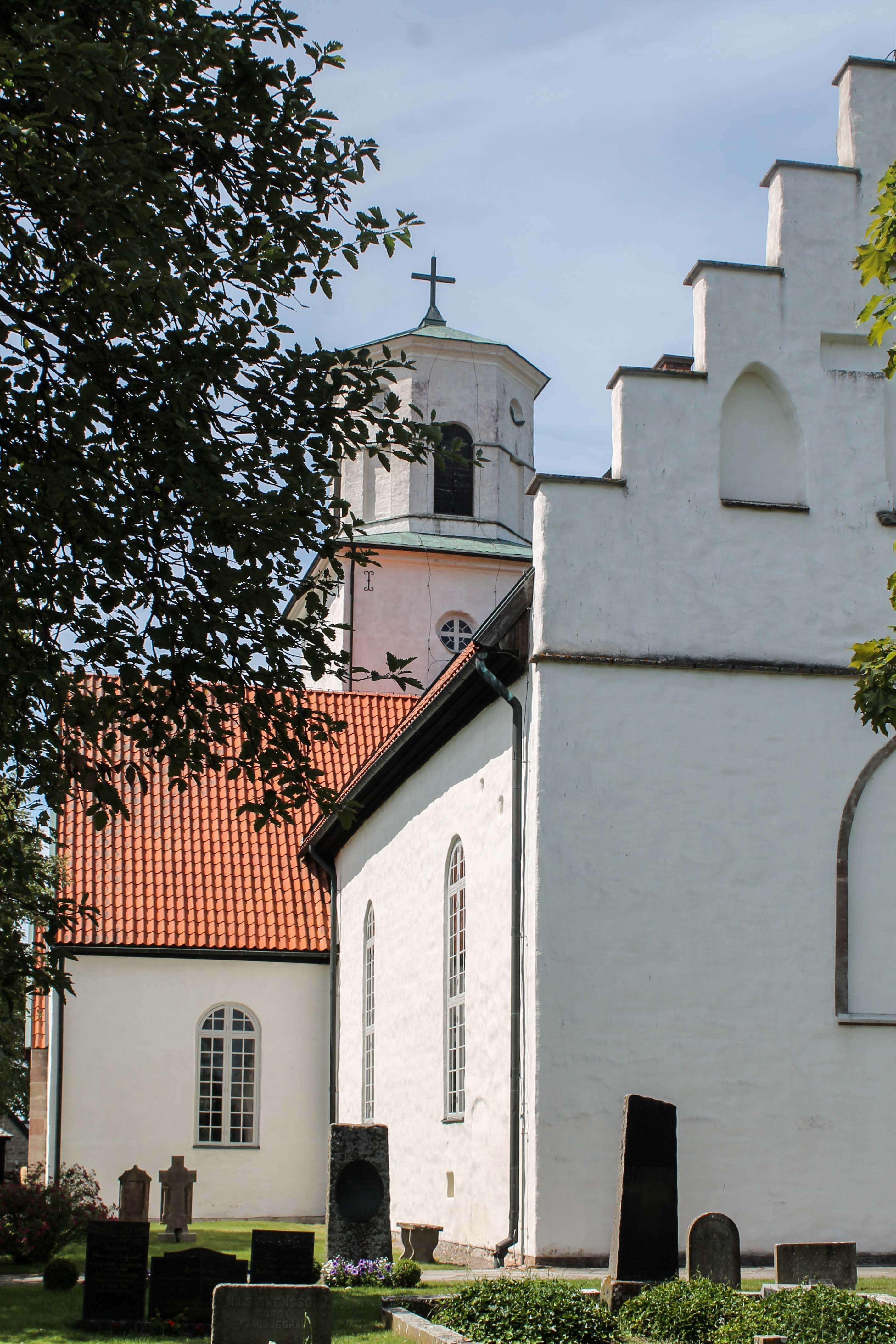
Korets trappgavel
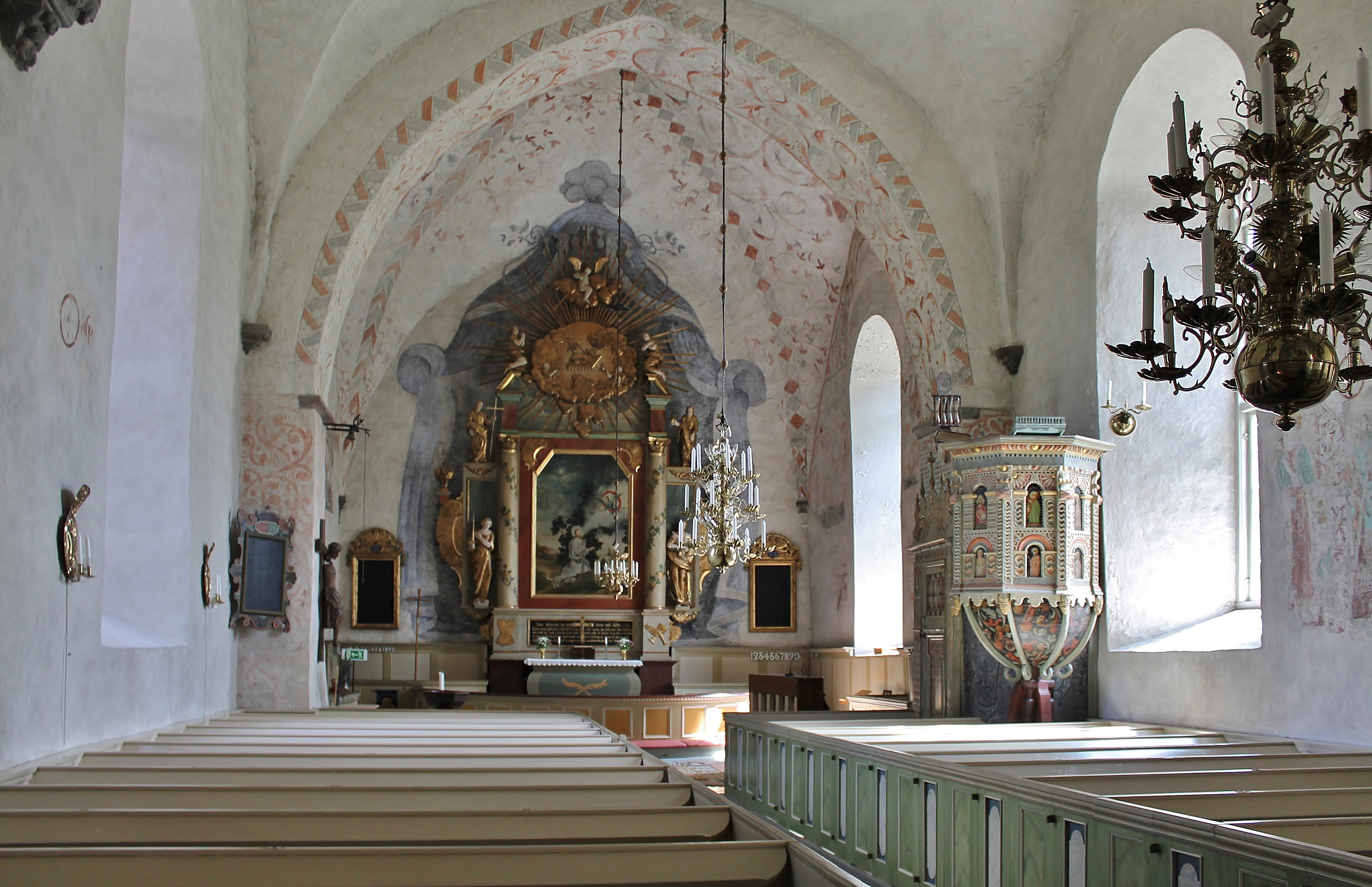
Kyrkorummet mot öster.
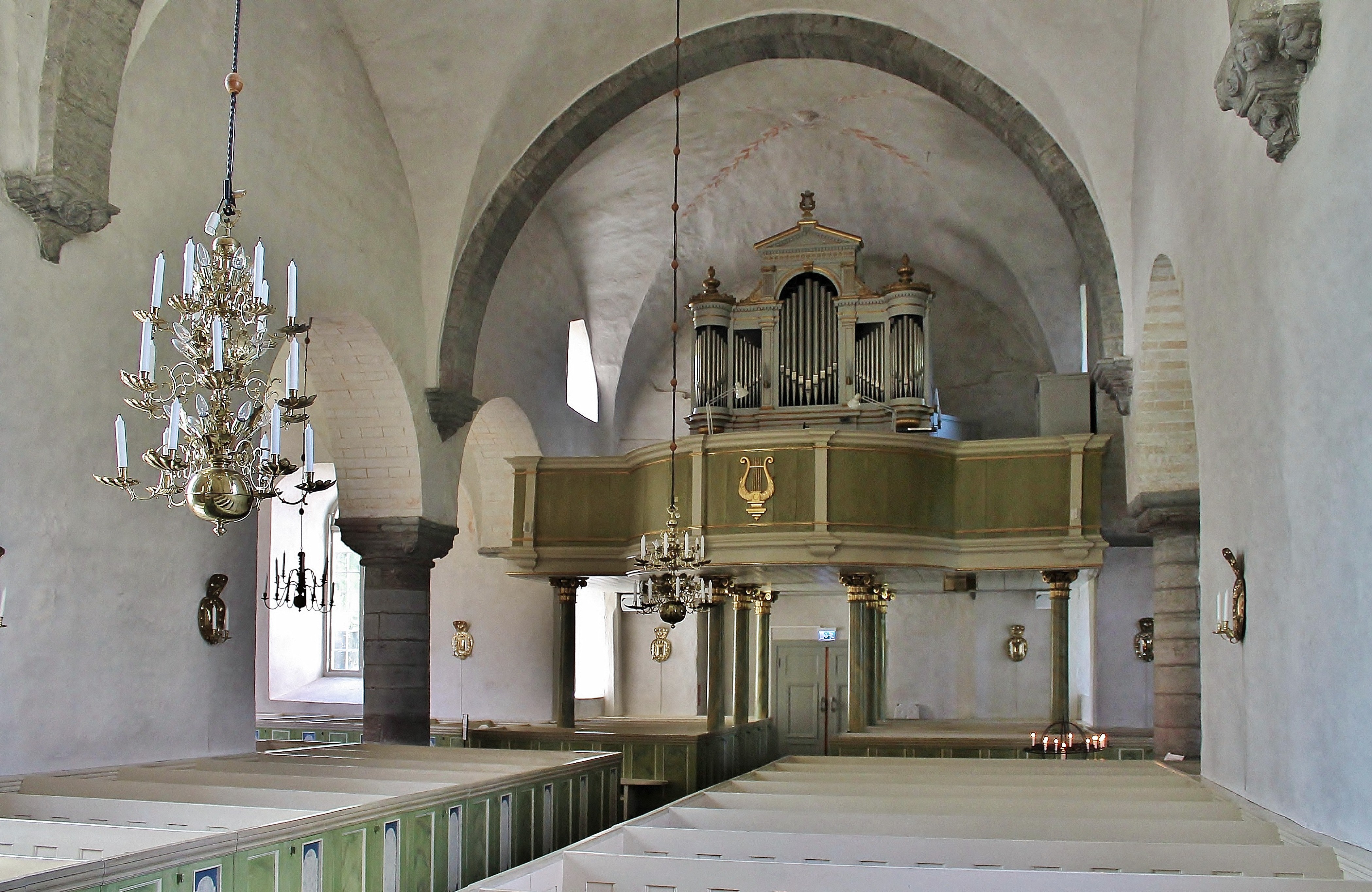
Interiör mot väster.
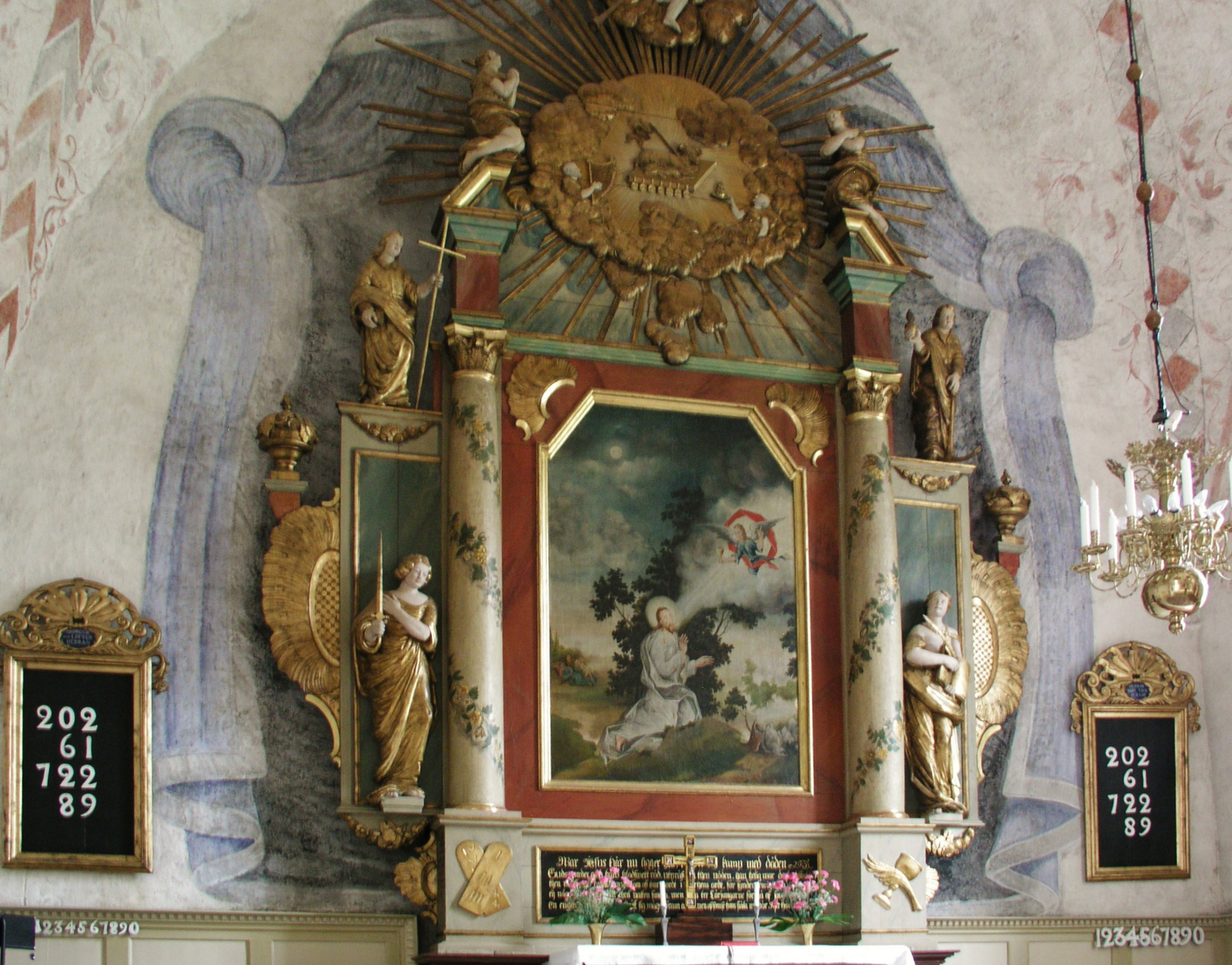
Altaruppsatsen 1764–1766.
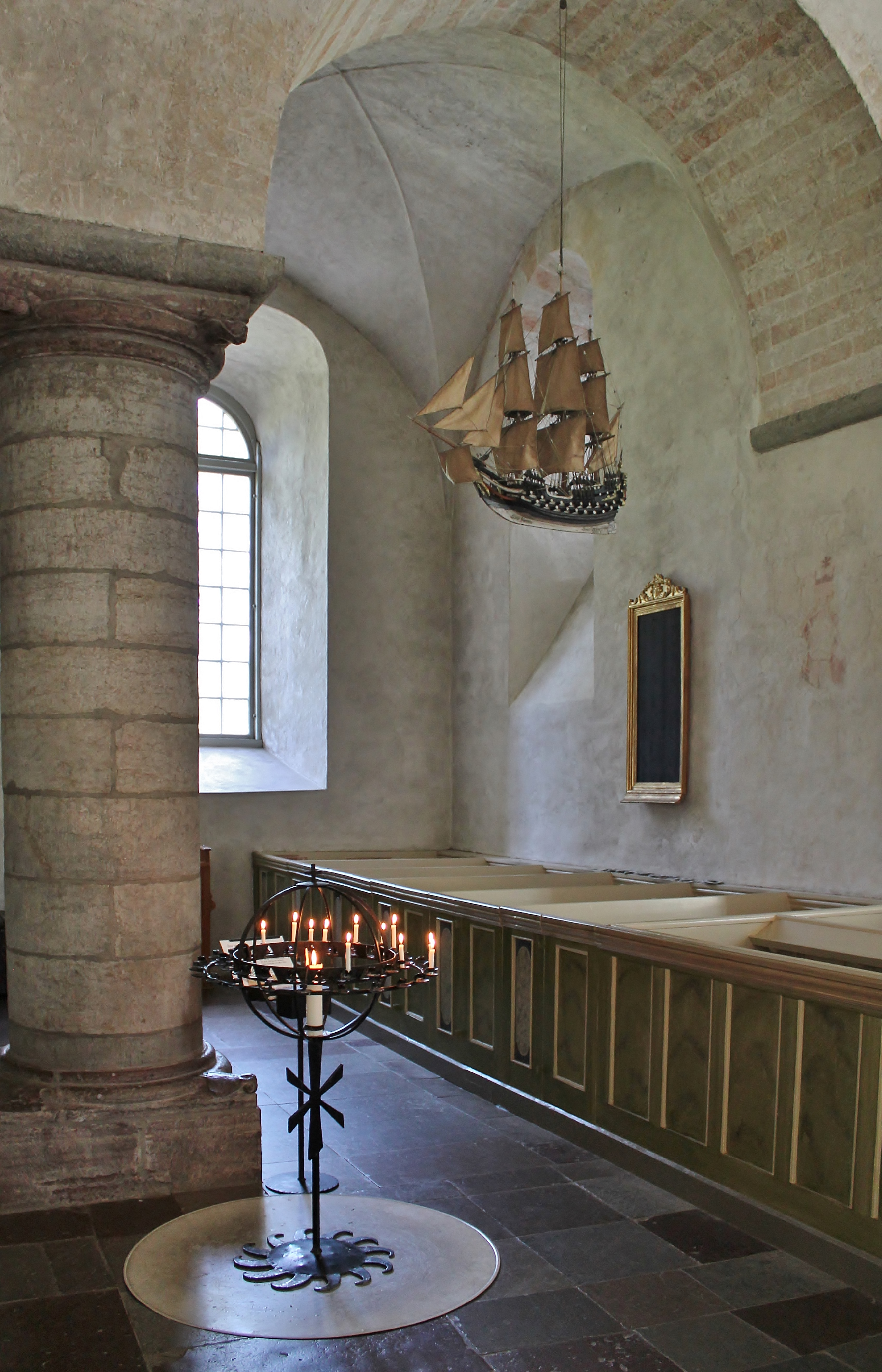
Korsarmen med ljusbäraren.
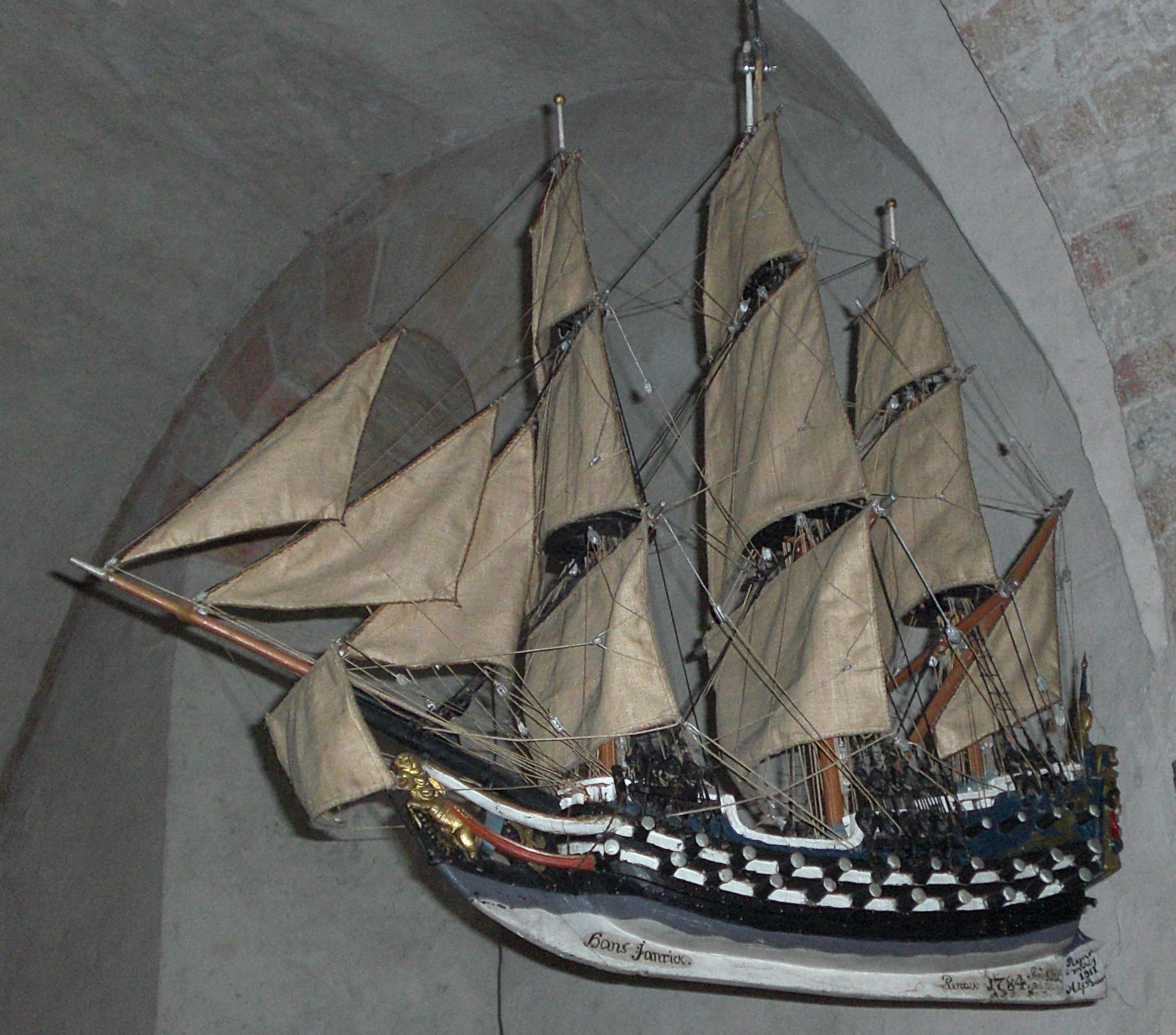
Votivskeppet Regalskeppet Nyckeln, daterat 1682.
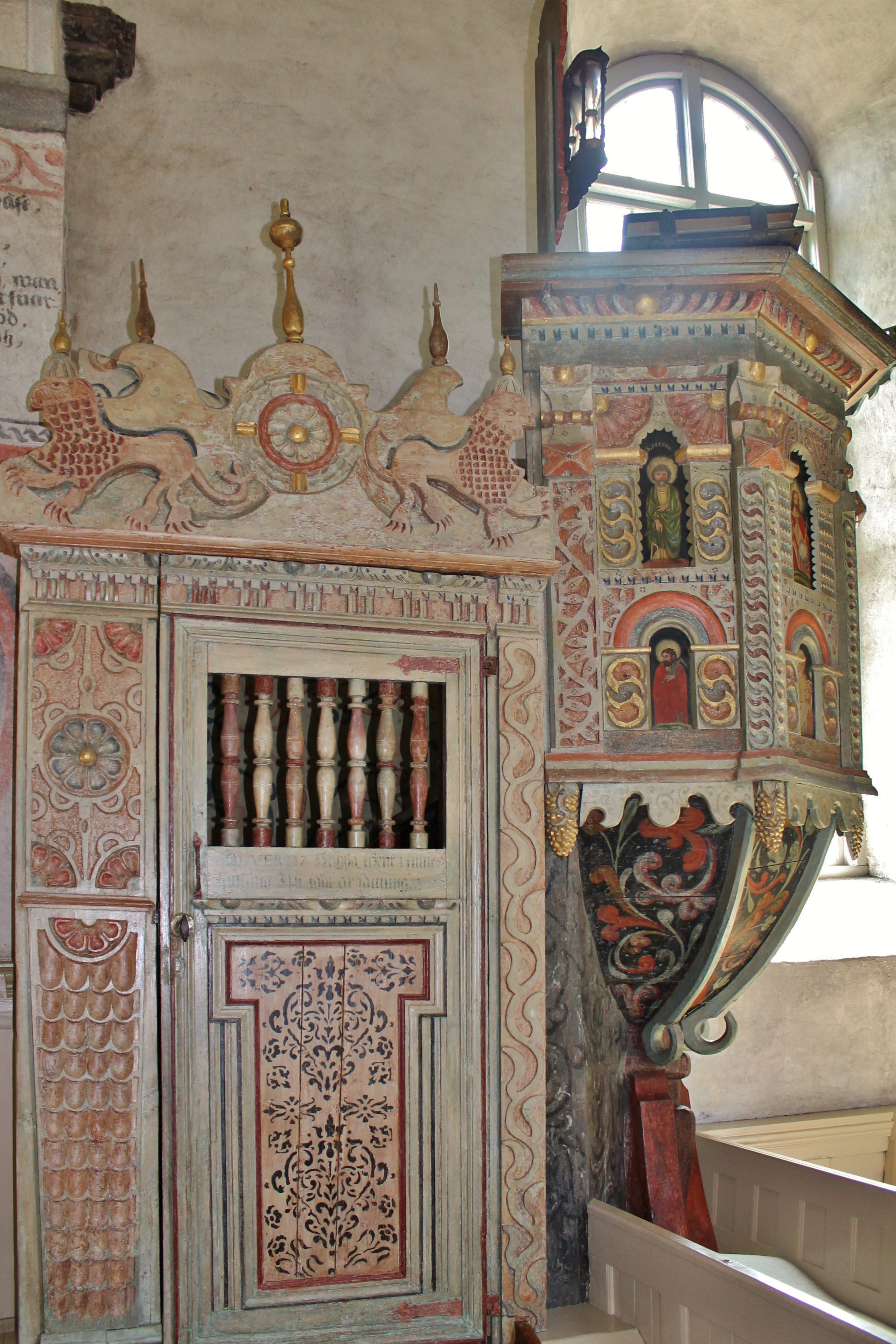
Uppgång till predikstolen.
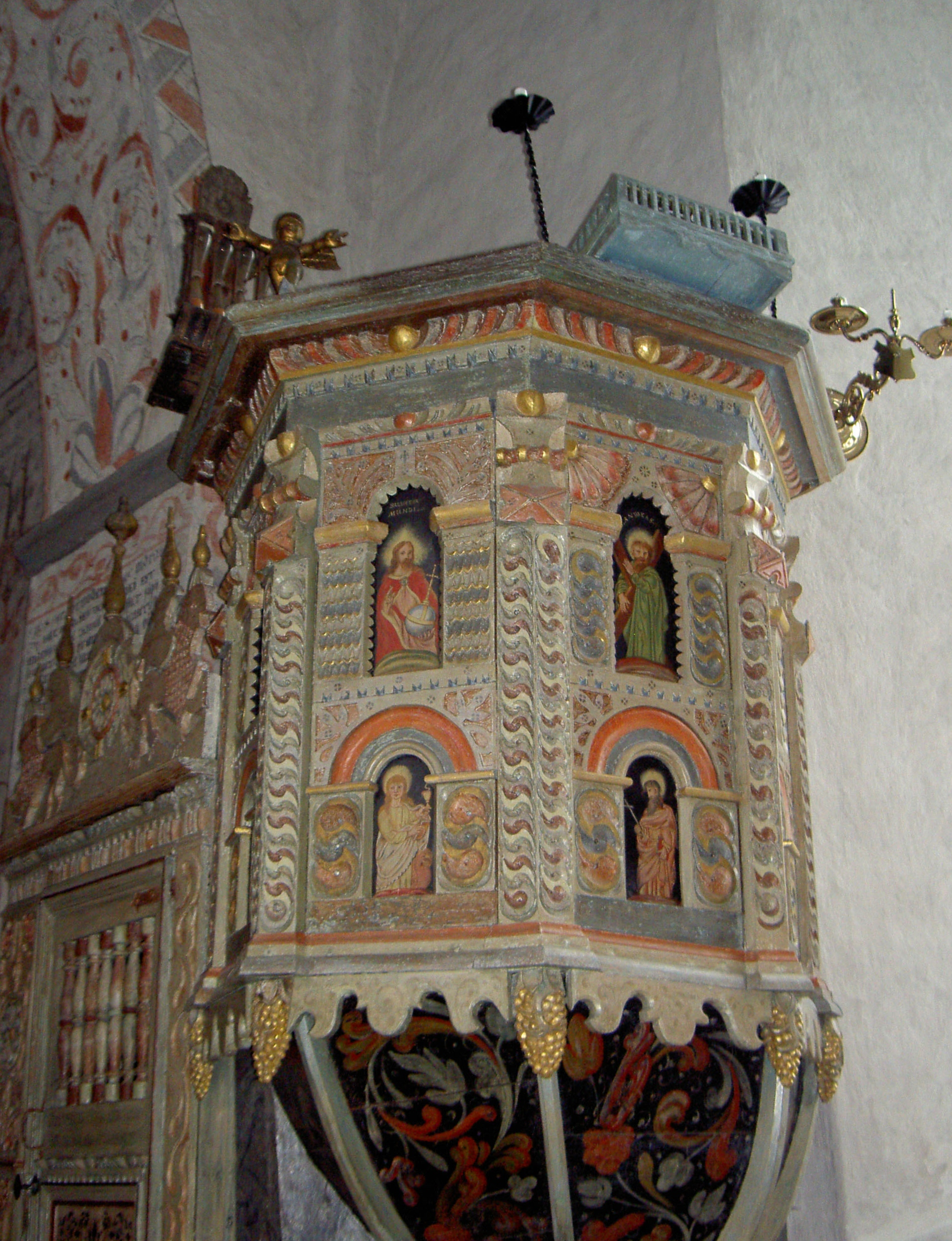
Predikstolen 1666.
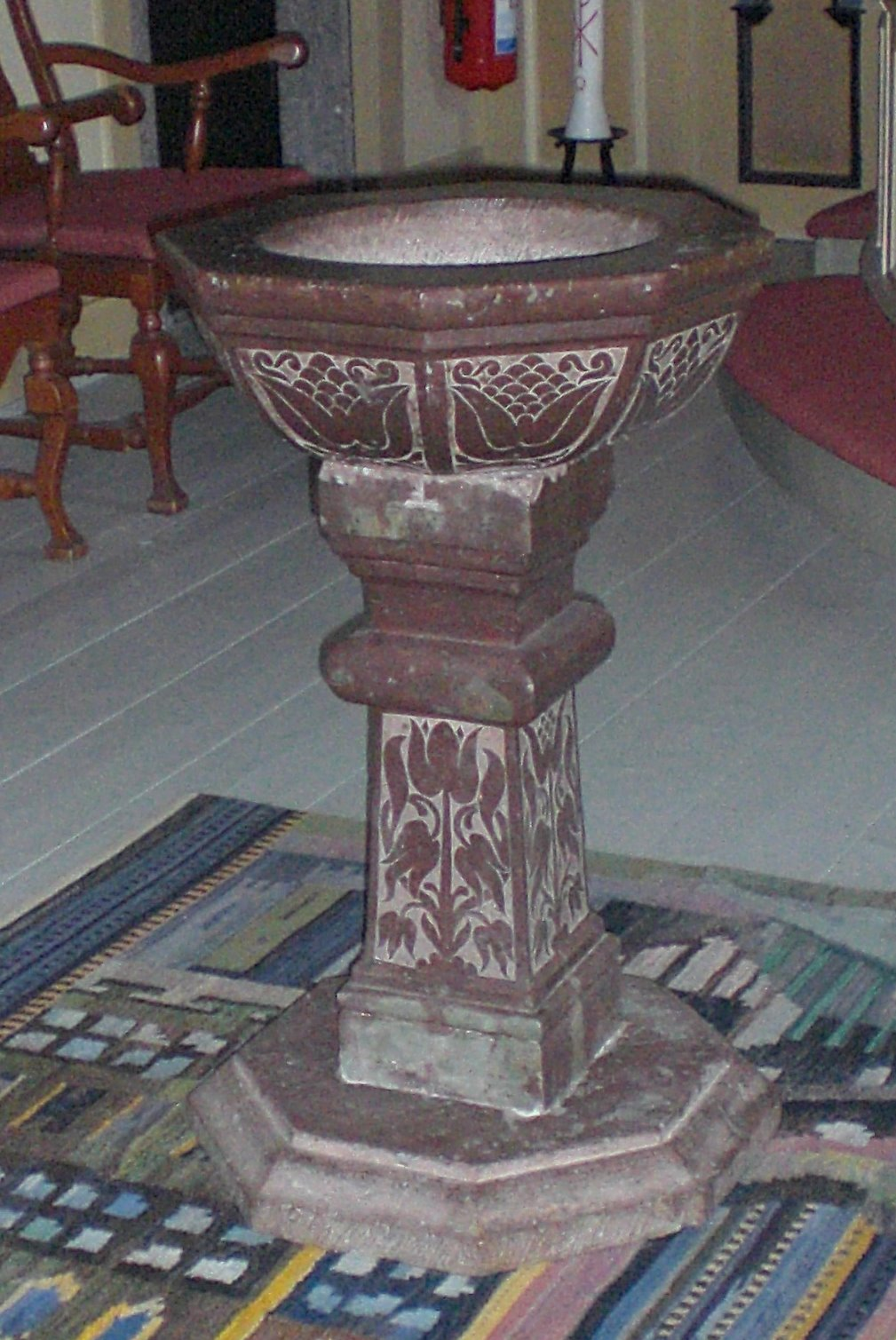
Dopfunt i kalksten 1670.
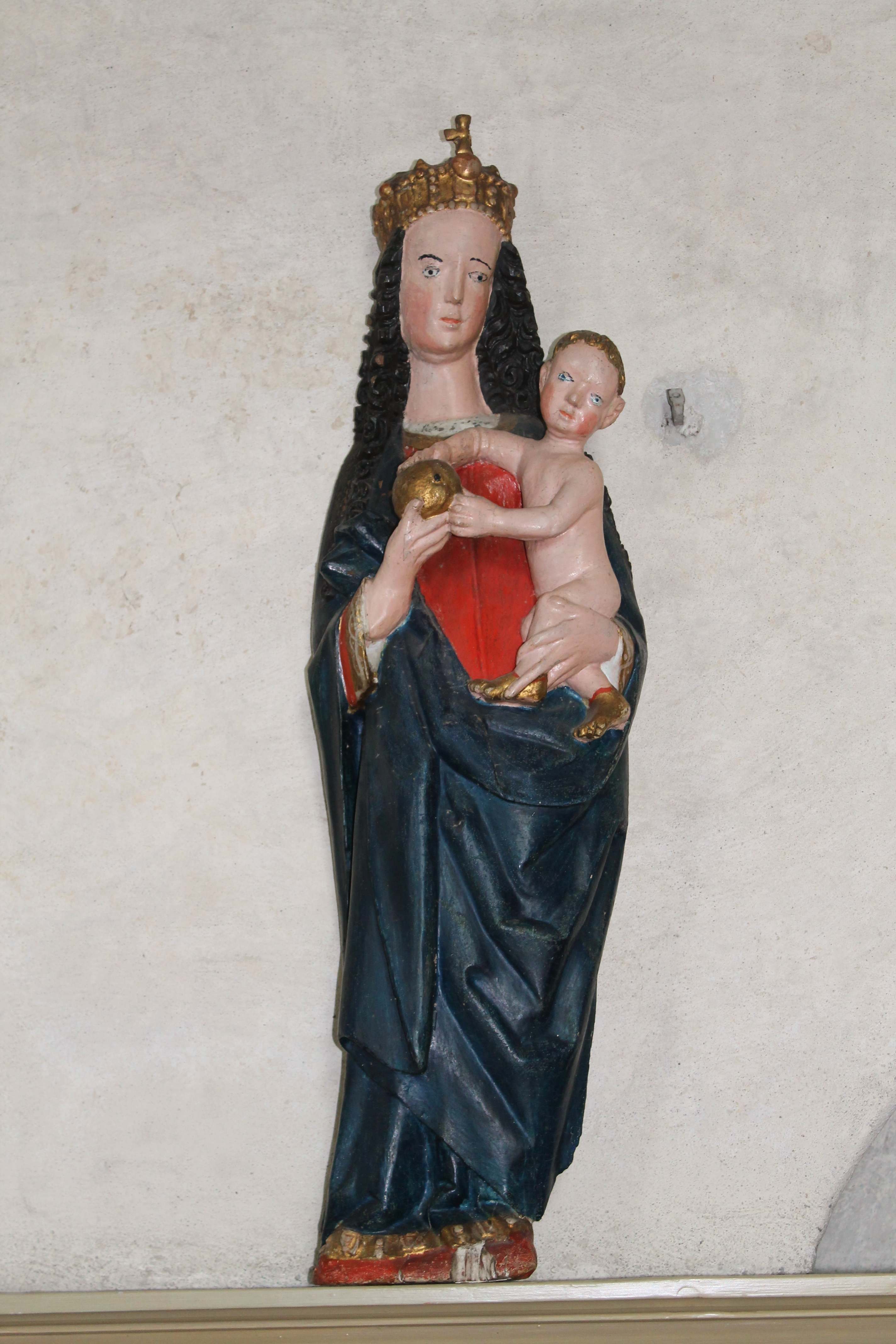
Madonna från 1400-talet.
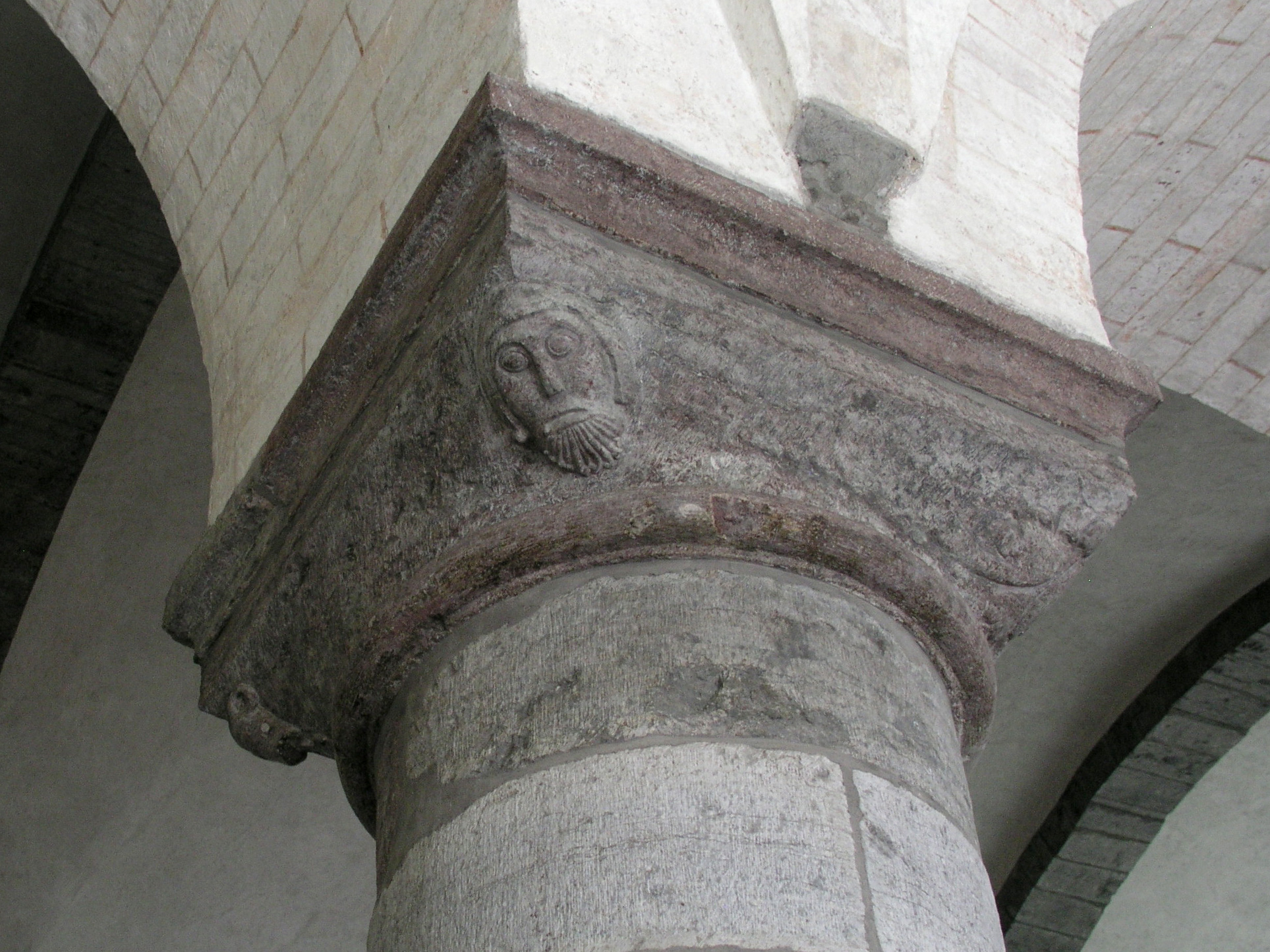
Medeltida kapitäl.
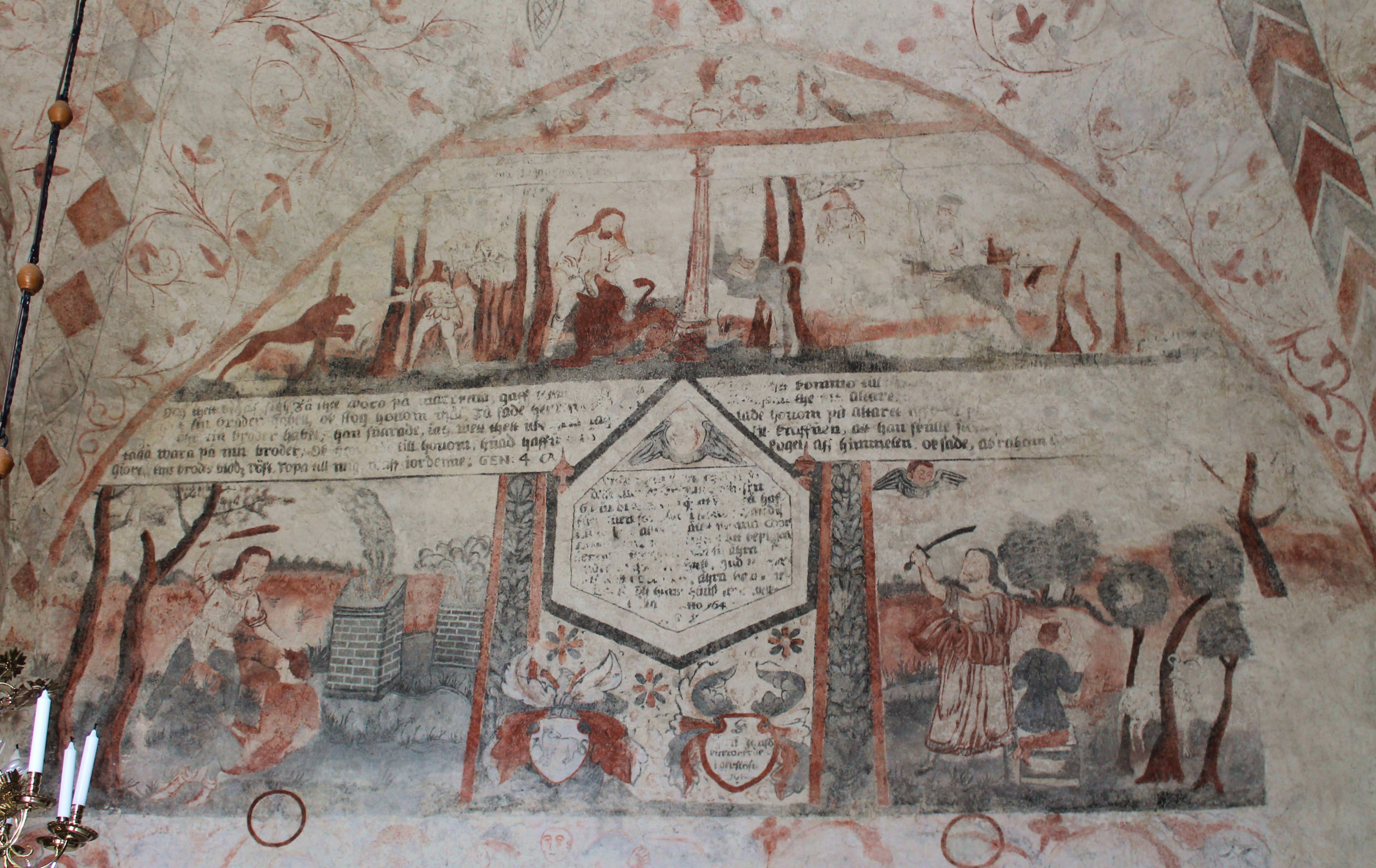
Målningar på norra korväggen.

## Orgel

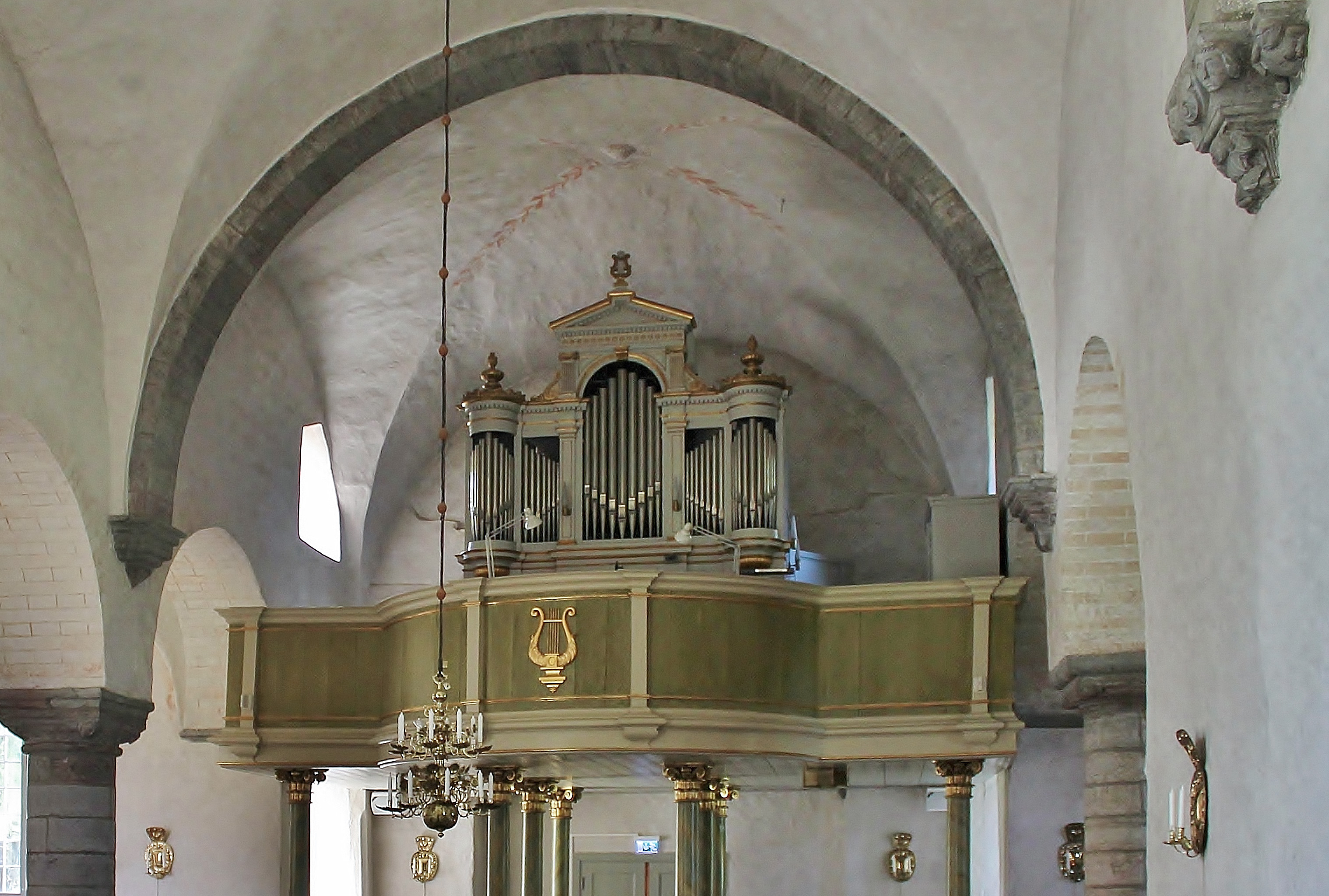
Läktarorgeln med fasad från 1884

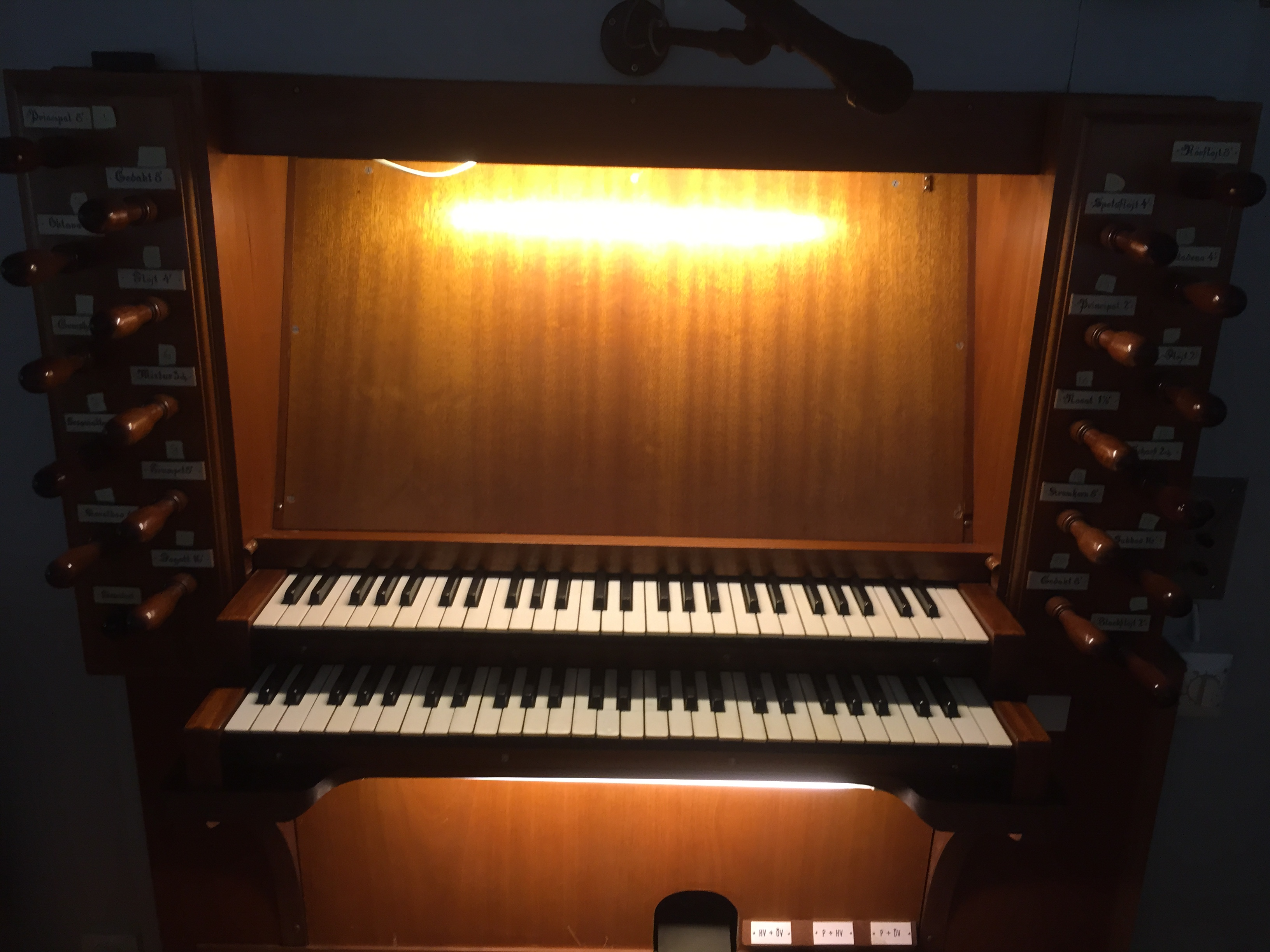
Hammarbergs spelbord

- 1759 inköptes ett positiv med åtta stämmor från Kalmar domkyrka. Orgeln sattes upp i kyrkan av organist Rundgren.[2] Orgeln var byggd 1693 av orgelbyggare Magnus Åhrman, Borås.
- 1884 uppförde firma Åkerman & Lund, Stockholm, en orgel med tio stämmor och bihangspedal till en kostnad av 4.800 kronor.[3][4] Orgelverket avprovades den 11 september 1884 av domkyrkoorganisten Anders Johan Johansson, Kalmar.[5]
- 1958 byggde O. Hammarbergs orgelbyggeri, Göteborg, en helmekanisk orgel med 21 stämmor fördelade på två manualer och pedal. Spelbordet byggdes in i fasaden från 1884, vilken också blev ljudande.

Disposition:
| Huvudverk (I) C-g³  | Öververk (II) C-g³ | Pedal C-f¹    | Koppel |
| Principal 8′        | Rörflöjt 8′        | Subbas 16′    | Öv/Hv  |
| Gedakt 8′           | Spetsflöjt 4′      | Gedakt 8′     | Hv/P   |
| Oktava 4′           | Kvintadena 4′      | Koralbas 4′   | Öv/P   |
| Flöjt 4′            | Principal 2′       | Blockflöjt 2’ |        |
| Gemshorn 2′         | Gedaktflöjt 2’     | Fagott 16’    |        |
| Sesquialtera 2 chor | Nasat 1 ⅓′         |               |        |
| Mixtur 3 chor       | Scharf 2 chor      |               |        |
| Trumpet 8’          | Krumhorn 8’        |               |        |
|                     | Tremulant          |               |        |
|                     | Crescendosvällare  |               |        |

## Runsten och runinskrift

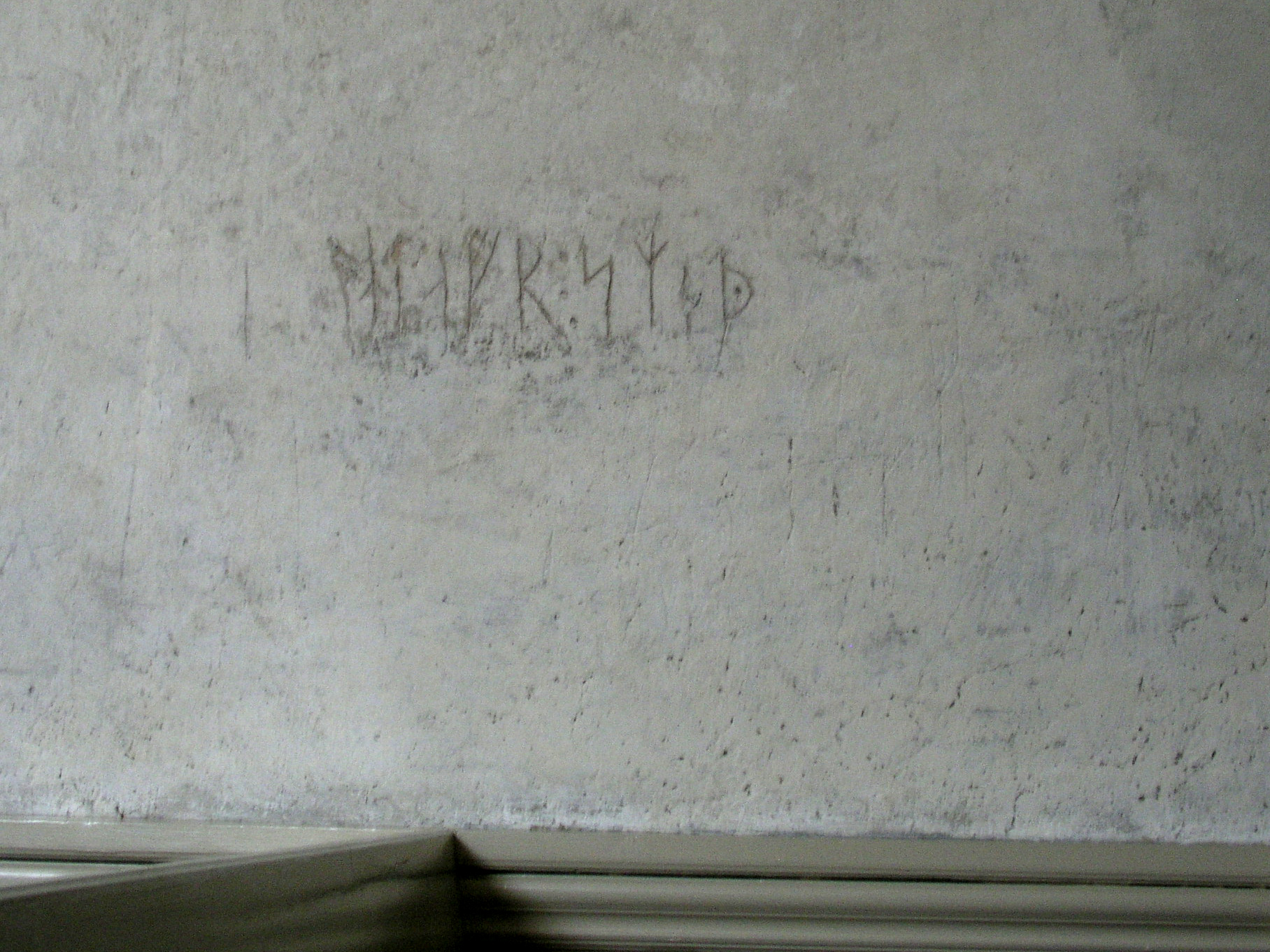
Medeltida runinskrift: "Jon har smitt".

I vapenhuset finns fragment av en runsten med kristen inskription, se Ölands runinskrifter 43.
I putsen i södra korsarmen på västra muren finns också en runinskrift av mera anspråkslös karaktär, som dateras till efter 1250, och som i translitteration och översättning lyder:
io͡n -afr ÷ smið 
Jón/Jónn [h]efir smíðat (Jon har smitt)
Vad denne Jon har smitt (tillverkat), eller vem han var vet man inte.